# XI Giochi del Commonwealth
Gli XI Giochi del Commonwealth si tennero a Edmonton (Canada) tra il 3 ed il 12 agosto 1978. Vi parteciparono 47 nazioni, 21 delle quali ottennero almeno una medaglia, con un totale di 1475 atleti impegnati.

## Sport
I Giochi del Commonwealth del 1978 hanno compreso un totale di 11 sport. Le discipline generali affrontate dagli atleti sono state le seguenti:
- Atletica leggera
- Badminton
- Ciclismo
  -  Ciclismo su strada
  -  Ciclismo su pista
- Ginnastica
- Lawn bowls
- Lotta
- Pugilato
- Sollevamento pesi
- Sport acquatici
  -  Nuoto
  -  Nuoto sincronizzato
  -  Tuffi
- Tiro
  - Fucile
  - Fucile a canna liscia
  - Pistola

## Nazioni partecipanti
Le nazioni partecipanti sono state (in grassetto quelle che hanno partecipato per la prima volta):

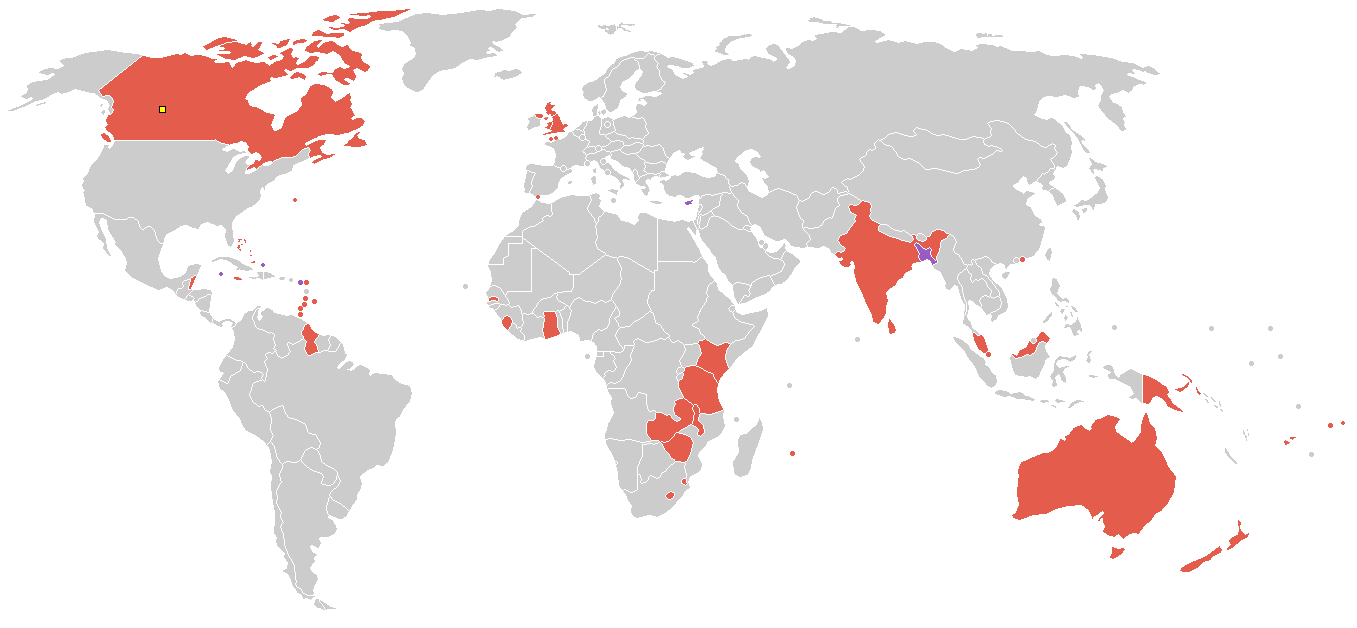
Nazioni partecipanti

- Antigua e Barbuda
- Australia
- Bahamas
- Bangladesh
- Barbados
- Bermuda
- Honduras Britannico
- Canada
- Isole Cayman
- Isole Cook
- Cipro
- Inghilterra
- Figi
- Ghana
- Gibilterra
- Grenada
- Guernsey
- Guyana
- Hong Kong
- India
- Isola di Man
- Giamaica
- Isola di Jersey
- Kenya
- Lesotho
- Malawi
- Malaysia
- Mauritius
- Nuova Zelanda
- Irlanda del Nord
- Papua Nuova Guinea
- Saint Christopher-Nevis-Anguilla
- Saint Lucia
- Saint Vincent e Grenadine
- Scozia
- Sierra Leone
- Singapore
- Sri Lanka
- Swaziland
- Tanzania
- Gambia
- Trinidad e Tobago
- Turks e Caicos
- Galles
- Samoa Occidentali
- Zambia

## Medagliere
| Posiz. | Nazione            | Oro | Argento | Bronzo | Totale |
| ------ | ------------------ | --- | ------- | ------ | ------ |
| 1      | Canada             | 45  | 31      | 33     | 109    |
| 2      | Inghilterra        | 27  | 27      | 33     | 87     |
| 3      | Australia          | 24  | 33      | 27     | 84     |
| 4      | Kenya              | 7   | 6       | 5      | 18     |
| 5      | Nuova Zelanda      | 5   | 6       | 9      | 20     |
| 6      | India              | 5   | 5       | 5      | 15     |
| 7      | Scozia             | 3   | 6       | 5      | 14     |
| 8      | Giamaica           | 2   | 2       | 3      | 7      |
| 9      | Galles             | 2   | 1       | 5      | 8      |
| 10     | Irlanda del Nord   | 2   | 1       | 2      | 5      |
| 11     | Hong Kong          | 2   | 0       | 0      | 2      |
| 12     | Malaysia           | 1   | 2       | 1      | 4      |
| 13     | Ghana              | 1   | 1       | 1      | 3      |
| 13     | Guyana             | 1   | 1       | 1      | 3      |
| 15     | Tanzania           | 1   | 1       | 0      | 2      |
| 16     | Trinidad e Tobago  | 0   | 2       | 2      | 4      |
| 16     | Zambia             | 0   | 2       | 2      | 4      |
| 18     | Bahamas            | 0   | 1       | 0      | 1      |
| 18     | Papua Nuova Guinea | 0   | 1       | 0      | 1      |
| 20     | Samoa Occidentali  | 0   | 0       | 3      | 3      |
| 21     | Isola di Man       | 0   | 0       | 1      | 1      |
| Totale | Totale             | 128 | 129     | 138    | 395    |